# Acrocercops vanula
Acrocercops vanula là một loài bướm đêm thuộc họ Gracillariidae. Nó được tìm thấy ở Ấn Độ (Karnataka).
Ấu trùng ăn Terminalia catappa, Terminalia paniculata và Terminalia tomentosa. Chúng có thể ăn lá nơi chúng làm tổ.